# مارکو بلوکیو
مارکو بلوکیو (ایتالیایی: Marco Bellocchio؛ زادهٔ ۹ نوامبر ۱۹۳۹) کارگردان، فیلم‌نامه‌نویس و سیاست‌مدار اهل ایتالیا است که از سال ۱۹۶۲ میلادی تاکنون مشغول فعالیت بوده‌است. از آثارش مشت‌ها در جیب و شیطان در بدن را می‌توان نام برد.